# Дюмон, Габриэль
Габриэль Дюмон (фр. Gabriel Dumont; декабрь 1837 — 19 мая 1906) — лидер канадских метисов Западной Канады во второй половине XIX века, один из руководителей Северо-Западного восстания (1885).

## Биография

### Ранняя жизнь
Габриэль Дюмон родился в декабре 1837 года. Он был вторым сыном в семье Исидора Дюмона и Луизы Лафрамбуаз. Семья Дюмонов, как и многие канадские метисы того времени, занималась охотой и сельским хозяйством. Уже в 12 лет Габриэль считался хорошим охотником. Он умел пользоваться как огнестрельным оружием, так и луком со стрелами и был хорошо известен как опытный всадник.

В 1848 году семья Дюмона переместилась на юг Саскачевана, в район современного города Реджайна. Габриэль Дюмон становится известным и уважаемым охотником на бизонов, смелым и решительным. Он мог изъясняться на шести языках и зарекомендовал себя как хороший переводчик. 
Железные нервы и твёрдая рука Габриэля делали его незаменимым, когда вдруг человеку требовалось немедленное вмешательство. Однажды с индейцем кри, преследовавшим бизонов, случилось несчастье: разорвавшийся ствол ружья раздробил ему пальцы. Страшно было смотреть на руку этого несчастного... Осмотрев руку, Габриэль предложил немедленно отсечь пальцы. «Что делать, — согласился индеец. — Режь!» Последовали два точных и быстрых удара ножом, и дело было сделано. Дюмон перевязал раненому руку, наложив тугой жгут на запястье. И, как я слышал, раны зажили превосходно.
 — вспоминал шотландец Джон Керр.
Иногда Дюмону в Саскачеване приходилось участвовать в военных столкновениях с индейцами сиу и черноногими.
В 1858 году он женится на Мэделин Уилки, дочери англоязычного метиса Жана Батиста Уилки. В 1862 году Дюмона выбирают руководителем группы метисов, которую он приводит в район реки Норт-Саскачеван, поблизости от Форт-Карлтона. В 1868 году группа Дюмона основывает постоянное поселение на реке Саут-Саскачеван, около Батоша.
В 1873 году Дюмона избирают президентом Республики Сен-Лоран, существование которой было недолгим, но сам Дюмон продолжал оставаться руководителем метисов района реки Саут-Саскачеван.

### Северо-Западное восстание
После подавления восстания на Ред-Ривер часть метисов Манитобы переселилась в долину реки Саскачеван, покинув родные места от притеснений и репрессий. Число переселенцев из Онтарио и Европы стремительно увеличивалось, канадское правительство намеревалось проложить через Саскачеван железную дорогу, а земли, окружающие её, раздать железнодорожным кампаниям и вновь прибывшим колонистам. 24 марта 1884 года в Батоше состоялось общее собрание метисов, которое постановило обратиться за помощью к Луи Риэлю, проживающему в Монтане. К Риэлю была направлена делегация, возглавлял которую Габриэль Дюмон. В Саскачеване метисы организовали временное правительство, главнокомандующим которого стал Дюмон.
В вооружённом восстании приняли участие франкоязычные метисы и часть индейцев кри, оджибве и ассинибойнов. Враги Дюмона, в том числе и генерал Фредерик Миддлтон, возглавлявший части регулярной армии и милиции в ходе Северо-Западного восстания, были высокого мнения о его полководческих способностях. Несмотря на огромные проблемы, во многом благодаря Дюмону метисы одержали ряд побед в боях с полицейскими и солдатами. Зная, что противостоять в сражениях против регулярных частей британской армии метисы не смогут, он призывал к партизанской войне, сдав Батош и Сен-Лоран британцам. Но Дюмон встретил противодействие Риэля, который категорически не хотел оставлять Батош, новую столицу метисов. Риэль также не позволил ему повредить железную дорогу, чтобы воспрепятствовать продвижению противника.
В решающем сражении, которое разыгралось с 9 по 12 марта в окрестностях Батоша, повстанцы потерпели поражение. Восстание было подавлено. Дюмон смог избежать плена и пробраться через Сайпресс-Хилл в Монтану, где сдался американским кавалеристам.

### Дальнейшая жизнь
После капитуляции военным США Дюмон недолго пробыл заключённым — американское правительство предоставило ему политическое убежище и он был освобождён.
В 1886 году Дюмон присоединился к знаменитому шоу «Дикий Запад», руководил которым Баффало Билл. В шоу он представлялся как лидер восставших и отменный стрелок. Летом того же года правительство Канады объявило о его амнистии, но в Канаду Дюмон вернулся лишь два года спустя. В 1893 году он возвратился в Батош, где получил право на землю. Он вернулся к своей прежней жизни охотника, фермера и траппера. Габриэль Дюмон скончался 19 мая 1906 года.